# Anthodioctes camargoi
Anthodioctes camargoi är en biart som beskrevs av Urban 1999. Anthodioctes camargoi ingår i släktet Anthodioctes och familjen buksamlarbin. Inga underarter finns listade i Catalogue of Life.